# Karan Soni
Karan Soni, född 8 januari 1989 i New Delhi, är en indisk skådespelare.
Soni har bland annat medverkat i TV-serien Miracle Workers (2019–2021). Han har även medverkat i filmerna Deadpool från 2016, Deadpool 2 från 2018 och Spider-Man: Across the Spider-Verse från 2023.

## Filmografi (i urval)
- 2016 – Deadpool
- 2018 – Deadpool 2
- 2019–2021 – Miracle Workers (TV-serie)
- 2023 – Spider-Man: Across the Spider-Verse
- 2024 – Deadpool & Wolverine
- 2024 – A Nice Indian Boy
- 2027 – Spider-Man: Beyond the Spider-Verse